# Calponina

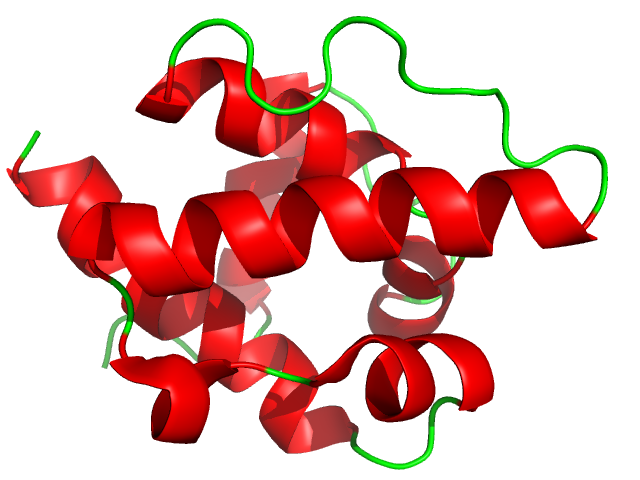
Domínio CH da calponina.

A calponina é uma proteína ligante a cálcio. Esta proteína inibe a actividade ATPásica da miosina na musculatura lisa.
A fosforilação da calponina por uma proteína quinase liberta a inibição da ATPase do músculo liso.